# Виталюр-РГУОР
«Виталюр-РГУОР» — белорусский баскетбольный клуб. Основан в 2004, как структурное подразделение ОДО «Виталюр», с целью популяризации и развития баскетбола в Республике Беларусь.

## Достижения
- Чемпион Белоруссии (4): 2004/2005, 2005/2006, 2006/2007, 2007/2008.
- Серебряный призёр чемпионата Белоруссии (1): 2008/2009.
- Обладатель Кубка Белоруссии (3): 2005, 2006, 2008.
- Финалист Кубка Белоруссии (1): 2007.

## Главные тренеры
- Михаил Фейман (2004—2006, 2007—2009, 2011, 2021—2022)
- Александр Борисов (2006—2007, 2009—2011)
- Алексей Суховецкий (2015—2016)
- Николай Фокеев (2022—2024)
- Данила Астапенко (2024—н. в.)

## Сезоны
| Сезон     | Турнир | Место | Состав | Тренер                                                               |
| --------- | ------ | ----- | --- | -------------------------------------------------------------------- |
| 2004/2005 | ЧБ     | 1     | Александр Бибик, Александр Веренич, Сергей Гайдук, Константин Ефремов, Александр Игнатик, Георгий Кондрусевич, Денис Коршук, Артём Параховский, Андрей Плотников, Эдуард Прийма, Алексей Пынтиков, Алексей Тростинецкий, Андрей Цедрик, Владимир Шарко, Максим Шустов, Юрий Яцук. | Михаил Фейман.                                                       |
| 2005/2006 | ЧБ     | 1     | Александр Бибик, Александр Игнатик, Георгий Кондрусевич, Никита Мещеряков, Александр Осипович, Артём Параховский, Алексей Пынтиков, Томас Ринкявичус, Алексей Тростинецкий, Владимир Шарко, Дмитрий Шилович, Максим Шустов, Юрий Яцук.                                            | Михаил Фейман (до февраля 2006), Александр Борисов.                  |
| 2006/2007 | ЧБ     | 1     | Александр Бибик, Александр Веренич, Константин Ерёменко, Лев Загайнов, Александр Игнатик, Дмитрий Кузьмин, Спартак Погребнёв, Алексей Пынтиков, Алексей Тростинецкий, Владимир Шарко, Максим Шустов, Юрий Яцук.                                                                   | Александр Борисов.                                                   |
| 2007/2008 | ЧБ     | 1     | Александр Бибик, Сергей Губанов, Сергей Дадыкин, Константин Ерёменко, Дмитрий Зайцев, Юрий Закревский, Миндаугас Калвелис, Иван Караваев, Арсений Кучинский, Спартак Погребнёв, Алексей Тростинецкий, Владимир Шарко, Максим Шустов, Юрий Яцук.                                   | Михаил Фейман.                                                       |
| 2008/2009 | ЧБ     | 2     | Александр Бибик, Павел Габрусевич, Сергей Губанов, Сергей Дадыкин, Константин Ефремов, Дмитрий Зайцев, Ярослав Лемик, Алексей Пацевич, Спартак Погребнёв, Спенсер Райенс, Дмитрий Свиридов, Дмитрий Тумашик, Максим Шустов, Линас Юкневичус, Юрий Яцук.                           | Михаил Фейман.                                                       |
| 2009/2010 | ЧБ     | 6     | Тимофей Верёвкин, Сергей Гончарёнок, Александр Грумянцев, Максим Добровольский, Валентин Игнатчик, Алексей Качан, Владимир Крисевич, Ярослав Курапов, Виталий Лютыч, Андрей Навойчик, Виктор Овсепян, Александр Семенюк, Николай Соловьёв, Андрей Цывинский.                      | Александр Борисов.                                                   |
| 2010/2011 | ЧБ     | 7     | Тимофей Верёвкин, Сергей Гончарёнок, Александр Грумянцев, Максим Добровольский, Валентин Игнатчик, Алексей Качан, Владимир Крисевич, Ярослав Курапов, Александр Семенюк, Николай Соловьёв, Глеб Фарыма, Андрей Цывинский.                                                         | Александр Борисов (до февраля 2011), Михаил Фейман.                  |
| 2015/2016 | НБЛ    | 1     | Данила Астапенко, Ростислав Вергун, Павел Габрусевич, Кирилл Дыдик, Александр Игнатик, Георгий Кондрусевич, Александр Конопацкий, Денис Коршук, Спартак Погребнёв, Алексей Суховецкий, Владимир Шарко, Дмитрий Шилович, Филипп Якубенко, Юрий Яцук.                               | Алексей Суховецкий (играющий тренер).                                |
| 2021/2022 | НБЛ    | 2     | Евгений Азаревич, Данила Астапенко, Антон Василевский, Сергей Вербовский, Павел Габрусевич, Одиссей Дельянов, Александр Игнатик, Евгений Коновалик, Александр Конопацкий, Денис Коршук, Павел Мороз, Сергей Мошко, Игорь Турский, Филипп Якубенко, Юрий Яцук.                     | Михаил Фейман.                                                       |
| 2022/2023 | НБЛ    | 1     | Данила Астапенко, Дмитрий Борисёнок, Сергей Вербовский, Павел Габрусевич, Сергей Гайдук, Одиссей Дельянов, Александр Игнатик, Александр Конопацкий, Денис Коршук, Павел Мороз, Сергей Мошко, Павел Пронин, Игорь Турский, Филипп Якубенко, Юрий Яцук.                             | Николай Фокеев.                                                      |
| 2023/2024 | НБЛ    | 1     | Данила Астапенко, Никита Баранов, Павел Габрусевич, Сергей Гайдук, Одиссей Дельянов, Александр Игнатик, Александр Конопацкий, Денис Коршук, Павел Мороз, Сергей Мошко, Владислав Супрон, Дмитрий Тумашик, Филипп Якубенко, Юрий Яцук.                                             | Николай Фокеев (до января 2024), Данила Астапенко (играющий тренер). |
| 2024/2025 | НБЛ    | 1     | Данила Астапенко, Никита Баранов, Павел Габрусевич, Аким Гайдук, Сергей Гайдук, Одиссей Дельянов, Александр Конопацкий, Сергей Мошко, Владислав Супрон, Николай Фокеев, Филипп Якубенко.                                                                                          | Данила Астапенко (играющий тренер).                                  |

## Кубковые финалы
- Кубок 2005[9]:

16.10.2005

Виталюр — Гродно-93 — 58:55 (18:15, 12:17, 14:10, 14:13)
- Кубок 2006[10]:

15.10.2006

Виталюр — Локомотив-КиС — 91:80 (16:20, 16:18, 17:11, 22:22, ОТ — 4:4, 16:5)
- Кубок 2007[11]:

14.10.2007

Гродно-93 — Виталюр — 81:79 (19:24, 21:18, 20:17, 21:20)
- Кубок 2008[12]:

20.12.2008

ОЗАА — Виталюр — 74:101 (26:32, 17:31, 14:20, 17:18)